# 约纳斯·米勒
约纳斯·米勒（德語：Jonas Müller，1995年11月19日—），德国男子冰球运动员。他曾代表德国参加2018年和2022年冬季奥林匹克运动会冰球比赛，其中2018年冬季奥运会获得一枚银牌。